# Teurgoule
La teurgoule ou teurd-goule (variantes : torgoule ou tergoule) est une spécialité culinaire de Normandie, à base de riz et de lait, généralement parfumé à la cannelle, cuit au four dans une terrine.
La terrine ou jatte à bec en grès émaillé qui sert traditionnellement à sa cuisson est toujours fabriquée de manière artisanale par des poteries familiales, notamment à Noron-la-Poterie. Sa contenance varie entre 1,6 et 10 litres. 

## Étymologie
Littéralement, teurgoule, ou plus exactement teurd-goule, signifie mot-à-mot tord-gueule ; l'origine du nom viendrait de « se tordre la goule » (la bouche) lorsqu’on mangeait la teurgoule ; certains affirment que c’est parce qu’on se dépêchait de la manger alors qu’elle était encore très chaude et d’autres que c’est parce que les premières versions n’avaient pas encore atteint le moelleux d’aujourd’hui. 

## Composition
C’est un dessert, sorte de riz au lait sucré, généralement parfumé à la cannelle, et cuit à four très doux mais très longtemps, environ cinq heures, dans un plat spécialement conçu à cet usage, de telle façon que les grains de riz ne sont presque plus discernables.
Elle se déguste souvent chaude avec la fallue, une brioche normande, et du cidre.

## Origines
Le fait que les ingrédients — riz et cannelle — de ce dessert typiquement normand ne soient nullement originaires de Normandie est dû au fait qu’ils faisaient partie du butin capturé par les corsaires normands, au XVIIe siècle, sur les galions espagnols en provenance du Nouveau Monde. Aujourd’hui, la cannelle est quelquefois omise au profit d’une gousse de vanille, de caramel, de zestes d’agrumes confits ou même d’une feuille de laurier.

## Grande cuisine
Le chef Maxime Frédéric de l'Hôtel du Cheval blanc présente sa propre recette dans un article consacré au riz au lait, dans le magazine Femina en septembre 2024.